# سیات اکسیو
سئات اکسیو (SEAT Exeo) خودرویی است که از سال دسامبر ۲۰۰۸ تا کنون در مارتورل و اسپانیا تولید شده‌است. طراحی آن موتور جلو و خودرو محور جلو بوده طول آن در حالت طبیعی ۴٬۶۶۱ میلیمتر (۱۸۳٫۵ اینچ) است. سیستم جعبه‌دندهٔ آن ۶ دنده به صورت دستی است.